# 肥皂行动
肥皂行动（英語：Operation Soap）是加拿大大多伦多地区警察局针对同性恋浴室的一次逮捕行动。

## 历史
行动发生于1981年2月5日，超过300人被捕，为加拿大自十月危机以来逮捕人数最多的一次行动。肥皂行动在加拿大LGBT历史上占有重要地位，被认为是加拿大的石墙骚乱。肥皂行动引起了大规模的抗议，这些抗议最终演变成了骄傲周同志骄傲游行活动。